# Liberec-Rochlice (železniční zastávka)
Liberec-Rochlice je železniční zastávka v Liberci na rozhraní čtvrtí Rochlice a Vesec. Leží při Nádražní ulici v nadmořské výšce 375 m n. m. Zastávkou prochází železniční trať Liberec–Harrachov. Zastávka je zařazena do integrovaného dopravního systému IDOL.

## Pojmenování
Zastávka se původně jmenovala Rochlice a to od roku 1918 do roku 1938. Za druhé světové války se vystřídaly dva německé názvy a to Röchlitz b/Reichenberg (1938–1940) a Reichenberg-Röchlitz (1940–1945). Po válce až do roku 1961 se jmenovala Rochlice u Liberce a od roku 1961 se užívá současný název Liberec-Rochlice.

## Popis
Zastávka se skládá z dnes již neobsazené budovy a nástupiště lemovaného modrým zábradlím.
Přístup do žádné části zastávky není bezbariérový. V zastávce je instalován informační systém INISS dálkově řízený z nádraží Liberec.

## Doprava
Zastavují zde všechny osobní vlaky linky L1 (Liberec – Tanvald – Harrachov – Szklarska Poręba Górna). Nákladní doprava je zde také častá. Západně od zastávky jsou umístěny dva železniční přejezdy, jeden přes ulici Hodkovická a druhý přes ulici Vesecká. Mezi těmito přejezdy odbočuje z trati vlečka společnosti Ferona.